# Liteň
Liteň (deutsch Litten) ist eine Minderstadt im Okres Beroun in Tschechien. Sie gehört zur Region Středočeský kraj.

## Geschichte
Liteň wurde 1195 erstmals erwähnt, allerdings war die Gegend schon in der Jungsteinzeit besiedelt.
Im 14. Jahrhundert gehörte der Ort den Vladiken Buzický von Buzice, danach den stammesverwandten Zajíc von Valdek und Liteň; im 16. Jahrhundert übernahmen ihn die Wratislaw von Mitrowitz. Nach dem Dreißigjährigen Krieg wurde er konfisziert und den Grafen Bubna übereignet, die ihn im 18. Jahrhundert wieder an die Wratislav von Mitrowitz verkauften. 1838 erfolgte durch Kaiser Ferdinand V. die Stadterhebung.

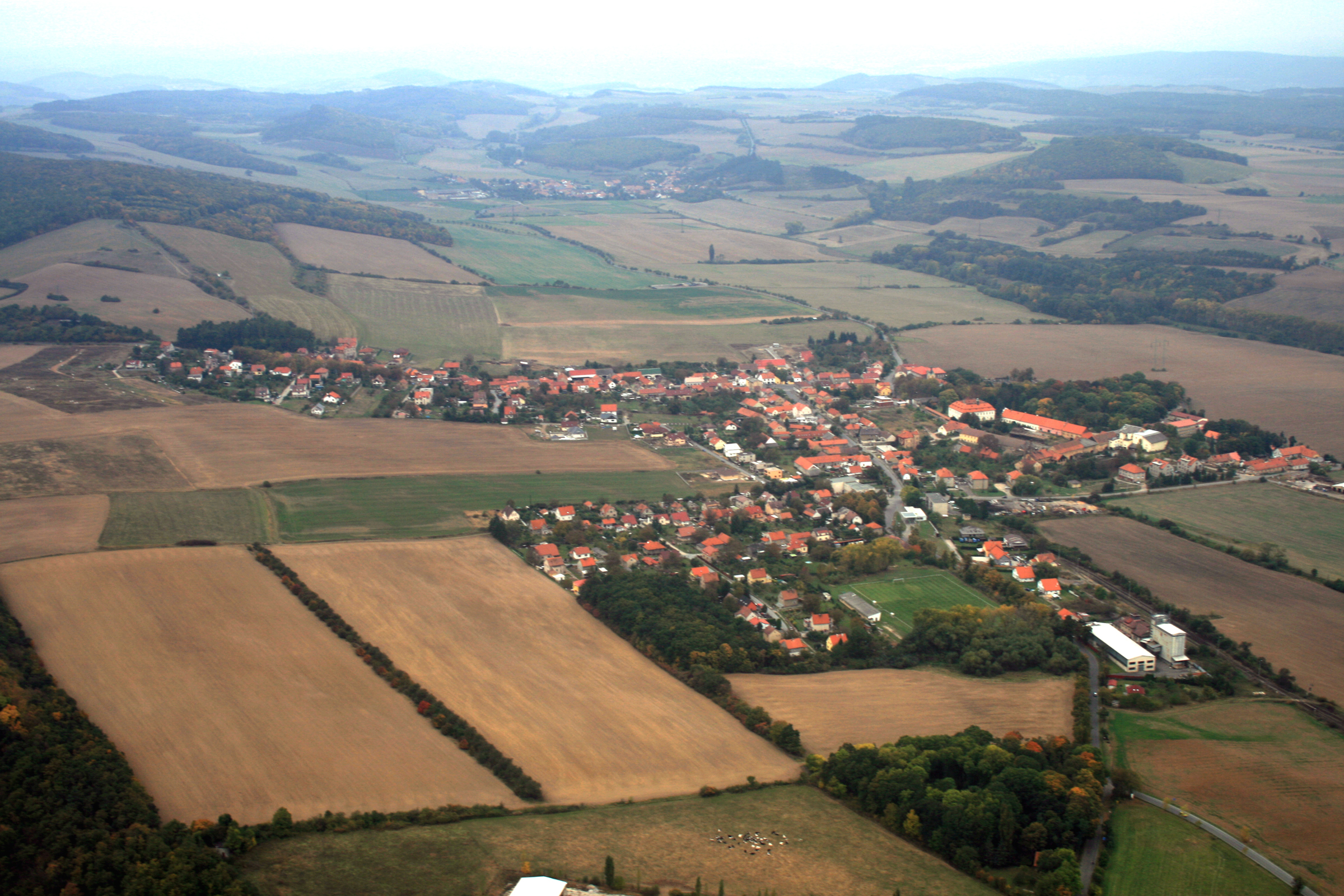
Ortsansicht

Am Platz der ursprünglichen Feste wurde das Schloss Liteň erbaut.
Seit 2006 besitzt der Ort wieder den Status eines Městys.

## Ortsgliederung
Der Městys Liteň besteht aus den Ortsteilen Běleč, Dolní Vlence, Leč und Liteň. Das Gemeindegebiet gliedert sich in die Katastralbezirke Běleč u Litně und Liteň.

## Persönlichkeiten

### Im Ort geboren
- Bedřich Homola, General, Widerstandskämpfer

### Im Ort wirkten
- Josef Mánes, porträtierte 1859 die Schlossfamilie Daubek
- Josef Jelínek, Schauspieler, verbrachte hier seinen Lebensabend
- Václav Beneš Třebízský, Schriftsteller und katholischer Priester, wirkte nach seiner Priesterweihe in Liten

## Sehenswürdigkeiten
- Schloss Liteň, spätbarockes Schloss aus dem 18. Jahrhundert mit Innendekorationen von Quido Mánes
- Jüdischer Friedhof